# 신열대구과일박쥐속
신열대구과일박쥐속(Artibeus)은 주걱박쥐과(신세계잎코박쥐과)에 속하는 박쥐 속의 하나이다. 21종으로 이루어져 있다. 중앙아메리카와 남아메리카 그리고 카리브해 일부 지역에서 발견된다.

## 하위 종
| - 아르티베우스아속 (Artibeus) - 큰과일먹는박쥐 (A. amplus) - 술달린과일먹는박쥐 (A. fimbriatus) - 형제과일먹는박쥐 (A. fraterculus) - 털과일먹는박쥐 (A. hirsutus) - 온두라스과일먹는박쥐 (A. inopinatus) - 자메이카과일박쥐 (A. jamaicensis) - 왕과일먹는박쥐 (A. lituratus) - 진한갈색과일먹는박쥐 (A. obscurus) - 납작얼굴과일먹는박쥐 (A. planirostris) - 갈색과일먹는박쥐아속 (Koopmania) - 갈색과일먹는박쥐 (A. concolor) | - 데르마누라아속 (Dermanura) - 안데르센과일먹는박쥐 (A. anderseni) - 아즈텍과일먹는박쥐 (A. aztecus) - 보고타과일먹는박쥐 (A. bogotensis) - 제르베과일먹는박쥐 (A. cinereus) - 은색과일먹는박쥐 (A. glaucus) - 난쟁이과일먹는박쥐 (A. gnomus) - 은둔과일먹는박쥐 (A. incomitatus) - 피그미과일먹는박쥐 (A. phaeotis) - 로젠버그과일먹는박쥐 (A. rosenbergi) - 톨텍과일먹는박쥐 (A. toltecus) - 토마스과일먹는박쥐 (A. watsoni) |